# 西宮市立今津中学校
西宮市立今津中学校（にしのみやしりつ いまづちゅうがっこう）は、兵庫県西宮市今津二葉町に所在する公立中学校。

## 沿革
- 1947年（昭和22年）4月1日 - 開校。

## 部活動
1953年（昭和28年）創設の吹奏楽部は、同校音楽教諭の得津武史（とくつ　たけし、1917-1982）が指導した当時、全国最優秀を15回獲得する強豪として知られた。

### 運動部
- 野球部
- 陸上競技部
- サッカー部
- ソフトボール部
- 女子バレーボール部
- バスケットボール部
- ソフトテニス部
- 剣道部

### 文化部
- 吹奏楽部
- 美術部

## 通学区域
- 津門稲荷町、津門仁辺町、津門宝津町、津門大箇町、津門綾羽町、津門呉羽町、津門西口町、津門大塚町、今津曙町、今津山中町、今津水波町、今津二葉町、今津社前町、今津大東町、今津出在家町（1～9番）、今津巽町（1～4番）、今津久寿川町（1～11番）、津門川町、津門住江町（1～14番）[3]

※西宮市立津門小学校の通学区域の全域及び西宮市立今津小学校、西宮市立用海小学校の通学区域の一部。

## 著名な出身者
- 村上 “ポンタ” 秀一 - プロドラマー
- 鈴木亮平 - 俳優

## 通学区域が隣接している学校
- 西宮市立真砂中学校
- 西宮市立浜脇中学校
- 西宮市立大社中学校
- 西宮市立深津中学校
- 西宮市立上甲子園中学校
- 西宮市立鳴尾中学校